# 相岭南星
相岭南星（学名：Arisaema smithii）是天南星科天南星属的植物，是中国的特有植物。分布于中国大陆的四川等地，生长于海拔2,800米的地区，目前尚未由人工引种栽培。